# 第28回選抜高等学校野球大会
第28回選抜高等学校野球大会（だい28かいせんばつこうとうがっこうやきゅうたいかい）は、1956年4月1日から4月9日まで甲子園球場で行われた選抜高等学校野球大会である。

## 出場校
北海道
- 苫小牧工（北海道、初出場）

東北
- 八戸（青森、初出場）

関東
- 桐生（群馬、2年連続9回目）
- 日大三（東京、4年ぶり4回目）

北信越
- 滑川（富山、初出場）

中部
- 浜松商（静岡、2年ぶり2回目）
- 中京商（愛知、2年ぶり13回目）
- 岐阜商（岐阜、5年ぶり16回目）

近畿
- 大津東（滋賀、22年ぶり2回目）
- 堀川（京都、初出場）
- 日高（和歌山、初出場）
- 興国商（大阪、23年ぶり2回目）
- 寝屋川（大阪、初出場）
- 芦屋（兵庫、2年ぶり4回目）
- 県尼崎（兵庫、2年連続3回目）

中国
- 広島商（広島、4年ぶり11回目）

四国
- 高松商（香川、2年連続11回目）
- 西条（愛媛、初出場）

九州
- 久留米商（福岡、初出場）
- 鹿児島玉龍（鹿児島、初出場）

## 試合結果

### 1回戦
- 日高 1 - 1 滑川（延長10回降雨引き分け）
- 日高 2 - 0 滑川（再試合）
- 浜松商 5 - 2 高松商
- 岐阜商 2 - 1 広島商
- 堀川 4 - 0 久留米商

### 2回戦
- 桐生 2 - 0 西条
- 芦屋 5 - 3 苫小牧工
- 県尼崎 5 - 1 浜松商
- 堀川 3 - 1 興国商
- 日大三 4 - 2 日高
- 八戸 14 - 3 寝屋川
- 岐阜商 3 - 0 鹿児島玉龍
- 中京商 2x - 1 大津東（延長10回）

### 準々決勝
- 芦屋 9 - 0 日大三
- 中京商 3 - 2 桐生
- 岐阜商 4 - 0 県尼崎
- 八戸 3 - 2 堀川

### 準決勝
- 岐阜商 3 - 1 八戸
- 中京商 6 - 0 芦屋

### 決勝
|        | 1 | 2 | 3 | 4 | 5 | 6 | 7 | 8 | 9 | R |
| ------ | - | - | - | - | - | - | - | - | - | - |
| 岐阜商 | 0 | 0 | 0 | 0 | 0 | 0 | 0 | 0 | 0 | 0 |
| 中京商 | 3 | 0 | 0 | 0 | 0 | 1 | 0 | 0 | X | 4 |

1. （岐）：清沢 - 丹羽
2. （中）：安井 - 鈴木
3. 審判
［球審］相田
［塁審］久保田・山西・大槻

| 岐阜商 | 岐阜商 | 岐阜商          |
| 打順   | 守備   | 選手            |
| ------ | ------ | --------------- |
| 1      | [中]   | 所正美（3年）   |
| 2      | [左]   | 林孝成（2年）   |
| 3      | [三]   | 村瀬栄治（3年） |
| 4      | [一]   | 田中和男（3年） |
| 5      | [投]   | 清沢忠彦（2年） |
| 6      | [捕]   | 丹羽修一（3年） |
| 7      | [右]   | 長屋栄二（3年） |
| 8      | [二]   | 山田勝義（3年） |
| 9      | [遊]   | 恩田祐男（2年） |

| 中京商 | 中京商 | 中京商          |
| 打順   | 守備   | 選手            |
| ------ | ------ | --------------- |
| 1      | [左]   | 滝川虎人（3年） |
| 2      | [中]   | 富田宏（3年）   |
| 3      | [捕]   | 鈴木孝雄（3年） |
| 4      | [一]   | 星山晋徳（2年） |
| 5      | [遊]   | 松原三郎（3年） |
| 6      | [右]   | 柘植章男（2年） |
|        | 打     | 昆野哲也（2年） |
|        | 右     | 木村義廣（3年） |
| 7      | [三]   | 大森逸男（2年） |
| 8      | [投]   | 安井勝（3年）   |
| 9      | [二]   | 梅村光弘（3年） |

## その他の主な出場選手
- 中島淳一（八戸）
- 山口慶一（桐生）
- 並木輝男（日大三）
- 宮沢重雄（日大三）
- 小池兼司（浜松商）
- 本間勝（中京商）
- 小川敏明（中京商）
- 石田博三（大津東）
- 金村清（大津東）

- 今津光男（県尼崎）
- 渡海昇二（芦屋）
- 寺本勇（芦屋）
- 山本一義（広島商）
- 上土井勝利（広島商）
- 石川陽造（高松商）
- 青野修三（西条）
- 淡河弘（久留米商）